# Adolf Liebeskind (prawnik)
Adolf Liebeskind (ur. 12 maja 1895 w Krakowie, zm. 14 października 1979 tamże) – polski adwokat pochodzenia żydowskiego, obrońca w procesach politycznych w II Rzeczpospolitej i PRLu.

## Życiorys
Syn kupca, Hermana (Chaima) oraz Antoniny (Tauby) z domu Rosenstrauch. W 1913 roku zdał z odznaczeniem maturę w Gimnazjum św. Anny w Krakowie. W tym samym roku podjął studia na Wydziale Prawa Uniwersytetu Jagiellońskiego. Studiował również na Wydziale Filozoficznym UJ, studiów jednak nie ukończył. 
Po wybuchu I wojny światowej, w sierpniu 1914 roku zmuszony był przerwać studia i został powołany do służby w armii austro-węgierskiej, służył w 16 Pułku Piechoty Obrony Krajowej. Od grudnia 1914 roku brał udział w walkach na froncie wschodnim, dostał się tam do niewoli rosyjskiej. W 1918 roku powrócił do Polski, gdzie do 1919 roku służył w Wojsku Polskim. Latem 1920 roku zgłosił się do wojska w charakterze jednorocznego ochotnika, ze względu na stan zdrowia zdemobilizowano go w 1921 roku. Następnie kontynuował studia prawnicze, uzyskując stopień doktora praw. Odbył aplikację sądową i został mianowany asesorem.
W 1931 roku został aplikantem adwokackim w Krakowie, pracując w kancelarii adwokatów Adlera i Rychlewskiego. Był również obrońcą w sprawach karnych. W 1934 roku złożył egzamin adwokacki i został wpisany na listę adwokatów. Występował jako adwokat w głósnych procesach, m.in. w procesie strajkujących z fabryki „Semperit”. Już jako student podejmował pracę naukową pod kierunkiem Władysława Leopolda Jaworskiego i Fryderyka Zolla, publikował prace naukowe w języku polskim, włoskim i niemieckim. Publikował m.in. w „Głosie Adwokatów”, był również stałym współpracownikiem Encyklopedii Podręcznej Prawa Prywatnego oraz członkiem International Law Association. Był także sekretarzem redakcji czasopisma „Czasopismo Prawnicze i Ekonomiczne”.
Podczas II wojny światowej i okupacji niemieckiej przebywał w Krakowie oraz Wieliczce. Został aresztowany przez Niemców i osadzony w obozie pracy w Rozwadowie, gdzie pełnił funkcję starszego obozu. W 1943 roku uciekł i przez Słowację przedostał się na Węgry. Przebywał w Budapeszcie, a z końcem kwietnia 1945 roku powrócił do Krakowa. Prowadził praktykę adwokacką również po wojnie, występując m.in. w procesie Franciszka Niepokólczyckiego w 1947 roku, procesie członków i współpracowników Inspektoratu Zamojskiego bronił prowincjała bernardynów Bronisława Szepelaka. Poza tym bronił również Heinemayera, zastępcę komendanta obozu w Płaszowie, oraz sądzonych członków konspiracyjnego harcerstwa, m.in. drużynowego Józefa Umińskiego. Z powodu jednego ze swoich wystąpień podczas mów końcowych, został skreślony z listy adwokatów. Na listę został wpisany ponownie w październiku 1954 roku.
Był działaczem samorządu adwokackiego, m.in. jako członek Sądu Dyscyplinarnego Izby Adwokackiej w Krakowie. W 1968 roku został odznaczony Odznaką 1000-lecia Państwa Polskiego.
Jego żoną była Stanisława z d. Szypulska. W celu uzyskania możliwości zawarcia ślubu (jego żona była katoliczką), uzyskali oni dyspensę, którą odebrał osobiście z rąk arcybiskupa Adama Sapiehy. Zmarł w 1979 roku i został pochowany na cmentarzu Salwatorskim.